# Volterra
Volterra – miejscowość i gmina we Włoszech, w regionie Toskania, w prowincji Piza.
Volterra jest ośrodkiem wydobycia soli kamiennej oraz ałunu i alabastru. Miasto znane jest jako ośrodek turystyczny o wielu zabytkach i wielowiekowej historii sięgającej czasów etruskich i rzymskich.
Volterra jest jednym z miejsc akcji powieści Księżyc w nowiu autorstwa Stephenie Meyer, drugiej części popularnej sagi Zmierzch. Według książki Volterra jest siedzibą Volturi.

## Historia
- założone przez Etrusków jako Velathri[1]
- miejsce urodzenia drugiego papieża – Linusa
- XII wiek – miasto uzyskało status „wolnego miasta”[1]
- 1361 – weszło w obręb wpływów Florencji, pełna zależność po usunięciu opozycji przez Lorenza de’ Medici w 1472[1] roku;

## Zabytki i atrakcje turystyczne
- pozostałości po budowlach etruskich i rzymskich
- katedra (XIII-XV wiek)
- baptysterium (XIII wiek)
- Pałac dei Priori (XIII wiek)
- Pałac Pretorio (XIII wiek)
- liczne kościoły w stylu gotyckim i barokowym
- średniowieczne kamienice
- zamek (XIV-XV wiek)
- starożytny teatr rzymski
- łuk triumfalny z VI wieku p.n.e. z pozostałościami etruskich rzeźb
- Pinacoteca e Museo Civico – muzeum sztuki
- Museo d’Arte Sacra – eksponujące zabytki pochodzące z kościołów Volterry
- Museo etrusco Guarnacci – muzeum sztuki starożytnej

Według danych na rok 2004 gminę zamieszkiwało 11 267 osób, 44,7 os./km².

## Miasta partnerskie
- Mende
- Wunsiedel
- Sandomierz